# Vámoscsalád
Vámoscsalád [vámoš-čalád] je obec v Maďarsku v župě Vas, spadající pod okres Sárvár. Nachází se v blízkosti dálnice M86, asi 5 km jihozápadně od Répcelaku a asi 20 km severovýchodně od Sárváru. V roce 2024 zde žilo 275 obyvatel. Podle obce byla pojmenována odpočívka na dálnici M86.
První písemná zmínka o obci pochází z roku 1221. Název Vámoscsalád se skládá ze dvou slov, vámos (celník) a család (rodina). Obec jej získala podle mýtnice u mostu přes řeku Répce.
Zástavba obce je ulicová – většina domů (až na domy v ulicích Ady Endre, Petőfi a Vasút) leží u hlavní silnice 86. Obcí též prochází vedlejší silnice 8449, která ji spojuje s železniční zastávkou a obcí Uraiújfalu. Zhruba uprostřed zástavby se nachází kostel svatého Martina, za obcí, na západ od ní, se nachází hřbitov.

## Sousední obce
| Růžice kompasu | Csáfordjánosfa | Répceszemere | Répcelak | Růžice kompasu |
| Růžice kompasu | Nagygeresd     | Sever        | Nick     | Růžice kompasu |
| Růžice kompasu | Nagygeresd     | Vámoscsalád  | Nick     | Růžice kompasu |
| Růžice kompasu | Nagygeresd     | Jih          | Nick     | Růžice kompasu |
| Růžice kompasu | Vasegerszeg    | Uraiújfalu   |          | Růžice kompasu |